# Los Cabos Open
Los Cabos Open este un turneu profesionist de tenis masculin care se joacă pe terenuri cu suprafață dură, în aer liber. Face parte din seria ATP 250 a Asociației Profesioniștilor de Tenis (ATP). Are loc anual în august la Los Cabos, Baja California Sur, Mexic.

## Rezultate

### Simplu
| An   | Campion                                | Finalist                               | Scor                                   |
| ---- | -------------------------------------- | -------------------------------------- | -------------------------------------- |
| 2016 | Ivo Karlović                           | Feliciano López                        | 7–6(7–5), 6–2                          |
| 2017 | Sam Querrey                            | Thanasi Kokkinakis                     | 6–3, 3–6, 6–2                          |
| 2018 | Fabio Fognini                          | Juan Martín del Potro                  | 6–4, 6–2                               |
| 2019 | Diego Schwartzman                      | Taylor Fritz                           | 7–6(8–6), 6–3                          |
| 2020 | Anulat din cauza pandemiei de COVID-19 | Anulat din cauza pandemiei de COVID-19 | Anulat din cauza pandemiei de COVID-19 |
| 2021 | Cameron Norrie                         | Brandon Nakashima                      | 6–2, 6–2                               |
| 2022 | Daniil Medvedev                        | Cameron Norrie                         | 7–5, 6–0                               |
| 2023 | Stefanos Tsitsipas                     | Alex de Minaur                         | 6–3, 6–4                               |
| 2024 | Jordan Thompson                        | Casper Ruud                            | 6–3, 7-6(7-4)                          |
| 2025 | Denis Șapovalov                        | Aleksandar Kovacevic                   | 6–4, 6–2                               |

### Dublu
| An   | Campioni                                  | Finaliști                              | Scor                                   |
| ---- | ----------------------------------------- | -------------------------------------- | -------------------------------------- |
| 2016 | Purav Raja Divij Sharan                   | Jonathan Erlich Ken Skupski            | 7–6(7–4), 7–6(7–3)                     |
| 2017 | Juan Sebastián Cabal Treat Huey           | Sergio Galdós Roberto Maytín           | 6–2, 6–3                               |
| 2018 | Marcelo Arévalo Miguel Ángel Reyes-Varela | Taylor Fritz Thanasi Kokkinakis        | 6–4, 6–4                               |
| 2019 | Romain Arneodo Hugo Nys                   | Dominic Inglot Austin Krajicek         | 7–5, 5–7, [16–14]                      |
| 2020 | Anulat din cauza pandemiei de COVID-19    | Anulat din cauza pandemiei de COVID-19 | Anulat din cauza pandemiei de COVID-19 |
| 2021 | Hans Hach Verdugo John Isner              | Hunter Reese Sem Verbeek               | 5–7, 6–2, [10–4]                       |
| 2022 | Miomir Kecmanović William Blumberg        | Marcelo Melo Raven Klaasen             | 6–0, 6–1                               |
| 2023 | Santiago González Édouard Roger-Vasselin  | Andrew Harris Dominik Koepfer          | 6–4, 7–5                               |
| 2024 | Max Purcell Jordan Thompson               | Gonzalo Escobar Aleksandr Nedovyesov   | 7–5, 7–6(7–2)                          |
| 2025 | Robert Cash JJ Tracy                      | Blake Bayldon Tristan Schoolkate       | 7–6(7–4), 6–4                          |